# Niger (flod)
 Denne artikel omhandler floden Niger. Opslagsordet har også en anden betydning, se Niger (flertydig).
Niger er en vigtig flod i Vestafrika, hvor den løber 4.000 kilometer igennem eller på grænsen af landene Guinea, Mali, Niger, Benin og Nigeria. Niger er Afrikas tredjelængste flod kun overgået af Nilen og Congofloden.
Floden har givet navn til landet Niger, og det stammer sandsynligvis oprindeligt fra betegnelsen Egerou n-Igereou, som betyder "flodernes flod", et navn som Tuareg-folket (en beduingruppe) har givet floden, eller fra Gher n-Gheren i Tamashek-sproget (et andet beduin sprog), som betyder det samme. 
- Wikimedia Commons har flere filer relateret til Niger (flod)

9°05′50″N 10°40′58″V / 9.0972°N 10.6828°V